# Huiʻ nalu
Le Huiʻ nalu, ou Heʻe nalu, est un sport ancestral hawaïen, à l'origine du surf moderne. 
Il signifie wave-sliding ou plus précisément « glisser sur la vague et se fondre avec elle ». Dans l'ancienne culture hawaïenne, la mer est comme une personne avec des émotions. Ainsi un bon jour de surf nécessite les vagues adéquates, et pour obtenir ces vagues, les anciens Hawaïens demandaient à leur prêtres (les Kahunas) de prier. Les Kahunas commençaient alors un rituel fait de chants et de danses, pour plaire à la mer et faire en sorte qu'elle fournisse de bonnes vagues pour le surfeur.